# Mycalesis desolata
Mycalesis desolata är en fjärilsart som beskrevs av Butler 1876. Mycalesis desolata ingår i släktet Mycalesis och familjen praktfjärilar. Inga underarter finns listade i Catalogue of Life.